# MED Soundstudio
MED Soundstudio (MED je zkratka z anglického Music Editor) je hudební software, profesionální editační nástroj (stopový editor) pro tvorbu hudby, a to buď s použitím zvukových samplů, nebo syntetických zvuků vytvořených ve vestavěném syntetickém editoru, či za pomocí virtuálních nástrojů – VSTi. Další samozřejmostí je též propojení s klávesnicí přes MIDI vstup, který je k dispozici už od roku 1990. Produkuje ho společnost RBF Software se sídlem v 169 Dale Valley Road, Bassett, Southampton, SO16 6QX, Spojené království.

## Vývoj
Základ programového kódu vychází z původního kódu pro OctaMED, který napsal Teijo Kinnunen. Na programovém kódu pro platformu PC se podíleli programátoři Andrew Philpotts – v1 až v1.6, James Killian a Ray Burt-Frost – v1.7 až v2.1, a o doplňkové kódování pro podporu VSTi, ASIO a Highlife Sampler se postaral George Yohng.

## Historie
Kořeny hudebního programu MED Soundstudio sahají až do roku 1989, kdy byla vydána verze 1.12, jeho předchůdce s názvem OctaMED, napsaným pro tehdejší multimediální domácí počítač Amiga. S rozvojem PC, hlavně tedy s podporou výkonnějších zvukových karet, se i program transponoval pro použití na stále více se rozšiřující platformu PC, už i též pro to, že Amiga byla na ústupu co se zájmu uživatelů týče a postupného ukončení vývoje a potažmo i výroby, s původní platformou WorkBench.
První verze byla MED Soundstudio v1, vydaná 24. dubna 1999. Tato verze již nabízela použití šedesáti čtyř stop s šestnácti bitovým rozlišením zvuku a frekvencí 44100 Hz. S nástupem nových verzí programu se prakticky, až na pár úprav, nic nezměnilo.Rozhodující byla verze v2, ve které se objevily zásadní změny, bez kterých by byl prakticky dnes program zastaralý, a pro profesionální tvorbu nepoužitelný. Jedna z nich je Highlife Editor, který pracuje se samply ve formátu MP3, a umožňuje jejich další ladění za pomocí funkcí Filter, Amplifier, Modulation LFO a Modulation Envelope. Další je podpora ovladače pro nízkolatenční zvukové karty ASIO4ALL. Nejzásadnější je ovšem podpora virtuálních nástrojů VSTi. Upraveno bylo též uživatelské grafické rozhraní. Poslední verzí je v2.1, vydaná 21. listopadu 2009.

## Funkce a vlastnosti
Program pracuje v šestnáctibitovém rozlišení s frekvencí 48000 Hz, což již dnes pokulhává za srovnatelnými programy jako jsou Renoise, Reason atd. K samotné editaci slouží až 65 stop, s maximálním počtem 10 000 řádků. Každá stopa samostatně pracuje ve stereo módu. Dále je k dispozici až 999 bloků, které se zařazují do sekvence, která pojme rovněž 999 bloků, a tímto spojením vzniká konečná podoba každého songu, respektive módu. Jeden každý blok tak může obsahovat maximálně 64 stop, a každá stopa deset tisíc řádků. Takových to bloků lze za sebou zařadit v jakémkoli pořadí maximálně 999. Bloky se mohou opakovat, mohou být vynechány, a nemusejí být vloženy chronologicky. Počet jednotlivých nástrojů v jednom módu je limitován na celkové množství 63.

### Možnosti pro použití zvuků
- Samplované zvuky. Ve formátu WAV 16 bit, k jejich další editaci slouží vestavěný Sample Editor.
- Syntetické zvuky. Možnost použití již hotových, či vytvoření vlastních pomocí vestavěného Synth Editoru.
- MIDI vstup. Propojení s elektronickými klávesami.
- VSTi plugins. Virtuální nástroje, například P80 od firmy SuperWave
- HighLife zvuky. Ve formátu MP3 a WAV, k jejich další editaci slouží vestavěný HighLife Editor.

Vestavěný samplový editor neoplývá příliš mnoha funkcemi, a proto je vhodnější pro úpravu samplů použít externí editor, jako například GoldWave či WaveLab. K dispozici je editor efektů, kde je možnost přiřazení efektu k jednotlivé stopě, či konkrétnímu nástroji, leč pouze VSTi. Druhá možnost je editovat jednotlivý řádek, či celou stopu o přidaný efekt. Třetí možností je přiřadit efekt pro celý mód – Global Effect.

### Možnosti pro použití efektů
- Normal Echo. Postupně dopíše daný zvuk do dalších řádků, se snižující se hlasitostí. Vestavěné.
- Cross Echo. To samé, navíc se stereo efektem. Vestavěné.
- Reverb. Jednoduchý reverb. Vestavěné.
- VST Stack. Podpora pro použití virtuálních efektů, jako Delay, Compressor, EQ, Chorus, Flanger, Phaser atd. Nevestavěné.

K dalším funkcím patří vestavěné nástroje. Prvním je Transpose, tím lze transponovat všechny songy, jediný song, všechny zvuky, jediný zvuk, jediný blok a stopu. Transponovat je možné o celou oktávu či jen o půl oktávy, a to směrem nahoru i dolů. Druhé tvoří skupina automatizačních pomůcek pro generování delších efektů, bez nutnosti manuálního zadávání do jednotlivých řádků stopy. Patří sem Generate Slides, Generate Pitch Slide a Generate Echo. Dále pak pomůcky Spread Selection a Expand/Shrink Block. Tempo songu lze nastavit od 11 až po 240 BPM, a to napevno v příkazovém okně Song Tempo, či proměnlivě příkazem zapsaným přímo do řádku stopy, přičemž může být prakticky ob dva řádky nastaveno jiné tempo.

## Ovládání programu
Program lze prakticky ovládat jen jedním způsobem, a to editováním jednotlivých stop, v původním OctaMedu byla ještě možnost přímého notového zápisu. K samotnému ovládání stopového editoru pohodlně poslouží klávesnice počítače, přičemž jednotlivá tlačítka odpovídají klávesám u piána, ovšem seřazeno nad sebou. Při zapnuté funkci „edit “se po stisku klávesy s příslušnou frekvencí zapíše symbol do jednotlivé řádky ve stopě, například F-5, a posléze je možné danou řádku doplnit o další příkazy, jako efekt či změna tempa, hlasitosti, skok na další blok, ukončení přehrávání, přehrání pozpátku, vibrato atd. Příkazů je celkem k dispozici 24, přičemž některé jsou zdvojené, jako například příkaz Hold/Decay.
Takto vyplněné řádky, potažmo stopy a celé bloky tvoří daný song, který je možné uložit ve formátu .mod, .mod (without samples) – tedy pouze zápis bez samplů, .mid, či jako .exe. K přehrávání hotových módů lze použít přímo tento program, příp. přibalený MicroPlayer nebo MiniPlayer. Další možností je exportovat do formátů WAV, AIFF, IFF MAUD a RAW DATA, což lze v trial verzi, plná verze je obohacena o export do formátu MP3.

## Verze programu
Program je distribuován na DVD, či je ke stažení na stránkách výrobce, a to ve verzi shareware, respektive šedesátidenní trial, poté je třeba program zakoupit a zaregistrovat. Alternativou je verze freeware, ve které je editování limitováno na 4 stopy, s absencí podpory VST Plugins, EFX Plugins, VSTi Sampling, MP3 Saving a MIDI Facilities. K dispozici je nastavení do tří jazyků, anglického, německého a francouzského.